# 資訊轉介服務
資訊轉介服務（Information & Referral Services, I & R）的定義是認為：「資訊轉介服務是個聯繫的程序，是將讀者與其所需的服務結合起來，或是將讀者與其所需的資訊來源、建議聯繫起來的過程。」

## 起源與發展

### 資訊轉介服務的起源及其早期發展

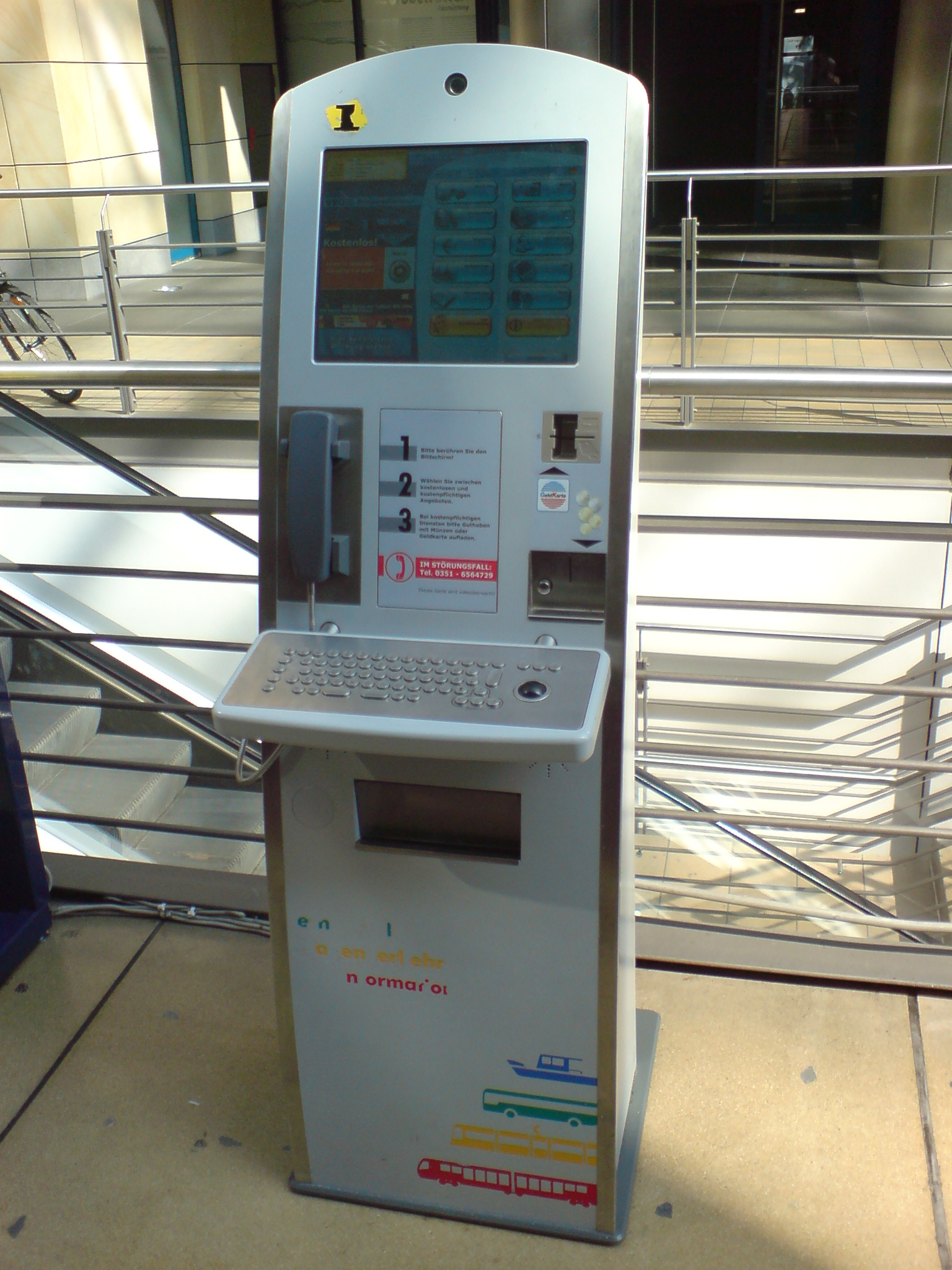
現代的資訊轉介服務也由省空間的資訊公用站來達成，其實就是一種限定軟體的公用電腦

- 第二次世界大戰後：都市快速成長，社會變遷急遽，人們無法適應都市生活。
- 1960年代：許多圖書館開始計畫實施。「建立一個將個人需求與其合適的資源間互相連結的資訊交換中心。」
- 1970年代：公共資訊中心；資訊廣場；鄰近資訊中心計畫。

- 初期：美國公共圖書館推行革新服務(受Alfred Kahn等學者所謂鄰近資訊（Neighbour Information）的影響)
- 中期：轉而使用資訊轉介或社區資訊（Community Information）等名詞

- 1970-1980年代：學習資訊轉介服務的方法與技巧、成立專業性組織。
- 1980年代：全國圖書館與資訊服務法案；圖書館服務與建設法案。
- 1990年以前：為美國公共圖書館資訊轉介服務的時代，也是公共圖書館從提供傳統資訊到提供真實生活所需資訊的改革年代。資訊轉介服務逐漸在社會服務的領域中受到重視。

### 公共圖書館與資訊轉介服務
- 公共圖書館提供資訊轉介服務的優點：

- 開放時間長
- 政治中立
- 經費穩定
- 館員在資訊組織與檢索上的能力
- 分館的地理優勢
- 資源豐富，具備提供資訊轉介的資源檔
- 為一非營利機構

- 轉介服務的程度

- 建設型的轉介

由讀者直接轉向轉介資源尋求服務，本館僅扮演介紹者的角色。
- 代取答案型的轉介

館員逕取資訊進而轉知讀者。有些讀者生性羞澀，不習慣他館的人員、環境，本館館員要顧慮到讀者的心理，避免其無功而返。或是較簡單的問題，可由館員代取資訊後轉知讀者，亦可增加館員日後解答問題的資源。